# Liga Mayor 1932-33
La Temporada 1932-33 fue la edición XI del campeonato de la Liga Mayor del fútbol mexicano, luego de la fundación de la Federación Mexicana de Fútbol en 1922; Comenzó el 18 de diciembre y concluyó el 4 de junio.
Debido a las disparidades de nivel deportivo entre los equipos inscritos en el campeonato, la Liga Mayor, órgano rector del torneo, determinó dividir a los 10 equipos inscritos en dos grupos de cinco equipos cada uno, de acuerdo al historial estadístico reciente, las participaciones en competencias oficiales o amistosas, y las series internacionales. De esta manera se logró equilibrar el nivel del certamen, aplicando un nuevo sistema de competencia. El grupo o serie "A" sería el de la disputa por el campeonato de liga, en tanto el "B", que se disputaría a la par, tendría como mayor premio el "ascender" al primer grupo jugando un partido contra el último lugar de este.
Necaxa logró su primer título de liga, luego de una cerrada lucha por el campeonato con Atlante. Nuevamente el partido de la última jornada los enfrentó empatados ambos en el primer lugar con nueve puntos, por lo que un empate los pondría otra vez en una serie final. Sin embargo el cuadro electricista que comenzó a ejercer una hegemonía en el fútbol mexicano y sobre el propio Atlante, ganándole con la mayor goleada a favor del club en la historia, con marcador 9-0; resultado que hizo innecesaria la serie de desempate. Necaxa se coronó y surgió su dinastía el 4 de junio de 1933.

## Sistema de competencia
Los diez participantes fueron divididos en dos grupos de cinco equipos cada uno. El grupo "A" correspondería al de la disputa del campeonato, sus integrantes jugaron bajo el sistema de liga, es decir, todos contra todos a visita recíproca; con un criterio de puntuación que otorga dos unidades por victoria, una por empate y cero por derrota. Los equipos de este grupo solo se enfrentaron entre sí. El campeón sería el club que al finalizar el torneo haya obtenido la mayor cantidad de puntos, y por ende se ubique en el primer lugar de la clasificación. 
En caso de concluir el certamen con dos equipos empatados en el primer lugar, procedería una serie a ganar dos de tres partidos entre ambos conjuntos; de terminar en empates dicho duelos, se alargarían a la disputa de dos tiempos extras de 30 minutos cada uno, y posteriormente a un nuevo encuentro hasta que se produjera un ganador.
En caso de que el empate en el primer lugar fuese entre más de dos equipos, se realizaría una ronda de partidos entre los involucrados, con los mismos criterios de puntuación, declarando campeón a quien liderada esta fase al final.
Para el resto de las posiciones que no estaban involucradas con la disputa del título, su ubicación, en caso de empate, se definía por medio del criterio de gol average o promedio de goles, y se calculaba dividiendo el número de goles anotados entre los recibidos. 
El Grupo "B", se disputó bajo el mismo formato, reglas y criterios. Sin embargo el equipo que concluyera en primer lugar obtendría el derecho de contender en una serie de "ascenso" ante el último lugar del Grupo "A".

## Clasificación

### Grupo o Serie A
|    | Equipos  | PJ | G | E | P | GF | GC | Dif. | Pts. |
| -- | -------- | -- | - | - | - | -- | -- | ---- | ---- |
| 1. | Necaxa   | 8  | 5 | 1 | 2 | 30 | 18 | 12   | 11   |
| 2. | Atlante  | 8  | 4 | 1 | 3 | 22 | 22 | 0    | 9    |
| 3. | América  | 8  | 3 | 2 | 3 | 21 | 21 | 0    | 8    |
| 4. | España   | 8  | 2 | 3 | 3 | 20 | 27 | -7   | 7    |
| 5. | Asturias | 8  | 1 | 3 | 4 | 13 | 18 | -5   | 5    |

### Grupo o Serie B
|    | Equipos     | PJ | G | E | P | GF | GC | Dif. | Pts. |
| -- | ----------- | -- | - | - | - | -- | -- | ---- | ---- |
| 1. | Leones      | 8  | 4 | 4 | 0 | 22 | 14 | 8    | 12   |
| 2. | Germania FV | 8  | 3 | 4 | 1 | 24 | 19 | 5    | 10   |
| 3. | Marte       | 8  | 3 | 3 | 2 | 19 | 14 | 5    | 9    |
| 4. | México      | 8  | 2 | 2 | 4 | 22 | 27 | -5   | 6    |
| 5. | Sporting    | 8  | 1 | 1 | 6 | 14 | 27 | -13  | 3    |

## Serie de ascenso
| 6 de agosto de 1933 | Leones | 2:6' | Asturias | Parque Necaxa, Ciudad de México |  |

| 13 de agosto de 1933 | Asturias | 9:3' | Leones | Campo Asturias, Ciudad de México |  |